# Fly like Me
Fly like Me is een nummer van de Nederlandse band Chef'Special uit 2024. Het is de tweede single van hun vijfde studioalbum New Gold.
"Fly like Me" is een uptempo indierocknummer met een vrolijk geluid. De boodschap van het nummer is dat iedereen mooi is op zijn eigen manier. Het nummer beleefde de radiopremière op 4 april 2024 bij Domien Verschuuren op Qmusic. Op dat station werd het nummer ook meteen Alarmschijf. Daarnaast werd het Top Song op NPO Radio 2. Het nummer werd een bescheiden hit in Nederland en bereikte de 26e positie in de Nederlandse Top 40.
In 2025 werd het nummer genomineerd voor een 3FM Award in de categorie 'Beste Song'.

## Tracklijst
Muziekdownload
1. "Fly like Me" - 3:02